# مؤسسة الواحة الدولية
تأسَّست عام 2004 كمركز لِلدراسات بِفضل فكرة راودت الكردينال أنجيلو سكولا، تشكّلت الواحة كمؤسّسة عام 2009.وهي تُشجِّع على المعرفة المتبادلة واللقاء بين المسيحيّين والمسلمين، باهتمام خاصّ بواقع الأقليّات المسيحيّة التي تعيش في بلدان ذات أغلبيّة إسلاميّة.
تعتمد الواحة على شبكة واسعة من العلاقات الدوليّة. ففي اللجنة الراعية تظهر إلى جانب اسم الكاردينال سكولا، أسماء البطريرك بشارة بطرس الراعي (لبنان)، الكرادلة فيليب باربارين (ليون)، يوسيب بوزانيتش (زغرب)، بيتر إردو (بودابست)، كريستوف شونبورن (فيينّا)، البطريرك فؤاد طوال (القدس) والأساقفة كميلو بالين (الكويت)، منجد الهاشم (القاصِد الرسولي في الكويت ودول الخليج)، بول هيندر (الإمارات العربيّة)، جان كليمان جانبار (حلب)، مارون لحام (تونس)، أنطوني لوبو (إسلام آباد)، فرنسيسكو خافيير مرتينيس (غرناطة) وجوزف بواتهيل (شنغَناشيري، الهند). وتضمّ اللجنة العلميّة باحثين في الإسلام وفلاسفة واختصاصيّين في عِلم الاجتماع وعلماء تاريخ ورجال قانون.

## وسائل الواحة
تُشارك الواحة في المعهدالمرقسيّ العام، Studium Generale Marcianum وهو محور تربوي أكاديمي يتبع لبطريركيّة البندقيّة. وقد نَمَّت مع الوقت عدّة وسائل منها:
- المجلة النصف سنويّة، وعنوانها هي أيضًا الواحة والصادرة في أربع طبعات مُنفصلة (الإيطاليّة-العربيّة، الإنكليزية-العربيّة، الفرنسيّة-العربية، الإنكليزيّة-الأوردو). وهي تُنشَر منذ عام 2005، ويتمذّ استلامها عبر الاشتراك ويُمكن شراؤها في إيطاليا في بعض المكتبات المُتخصِّصة.
- موقع الإنترنت www.oasiscenter.eu الذي يستقبل، ضمن مواضيع أُخرى، الترجمة الأسبوعيّة باللغة العربيّة لتعليم قداسة البابا.
- النشرة الإخباريّة الشهريّة المجانيّة بالإيطاليّة والإنكليزيّة والفرنسيّة. وفيما تحصد ثمرة الاتّصالات العديدة توحِّد النشرة بين أبعاد الرواية والتحليل.
- سلسلتان من الكُتُب، واحدة تعميميّة والأُخرى علميّة، تنشرهما Marcianum Press. وقد صدرت للآن الكتب التالية باللغة الإيطاليّة: جان ماري لوستيجيه، “الوعد” (2005)؛ كريستيان فان نيسبين،“المسيحيّون والمُسلمون:إخوة أمام الله؟” (2006)؛ ماريا لاورا كونتي، “إلى أين تتطلَّع أندونيسيا؟” (2006، وقد حاز على جائزة كابري 2006- قسم المحليّات). وسَيصدُر عام 2009 كتاب لِـباولو غوماراسكا، التمازج. تعايش أم فوضى؟”, 2009.

## النطاقات الأساسيّة لأبحاث الواحة
أمّا النطاقات الأساسيّة لأبحاث “الواحة” فهي: التمازج بين الحضارات والثقافات، وهي مقولة تفسيريّة لِعمليّة التمازج الجارية بين الحضارات والأمور الروحيّة؛ التراث الثقافيّ لِلأقليّات المسيحيّة الشرقيّة؛ وجوه إسلام الشعب، والمقصود بها أشكال التديّن الأصيل الضروريّة لِفَهم المجتمعات الإسلاميّة، حتّى العصرية منها؛ الحريّة الدينيّة، كَطريق مُميَّز لِمُواجهة العقدة النظريّة المتمثلة في العلاقة بين الحقيقة والحريّة. أمّا في ما يخصّ الحوار بين الأديان فتعتقد الواحة أنَّ مفهوم الشهادة حاسم، كَوْنَها وسيلة مُلائمة لِلوصول إلى الحقيقة.
يقع مقرّ الواحة في البندقيّة وقد عرّف عن نفسه في الأونيسكو في باريس (2005) وفي الأمم المتحدة(2007). يُنظِّم المركز كلّ سنة لقاءً عموميًّا، مُداورةً بين البندقيّة (2005-2007-2009) وَبلدٍ ذي أغلبيّة إسلاميّة (القاهرة 2006- عمّان 2008).